# MTV Unplugged (Katy Perry-album)
Az MTV Unplugged Katy Perry amerikai énekesnő első élőzenei albuma. A Capitol Records gondozásában jelent meg, 2009. november 17-én az Egyesült Államokban. A CD/DVD összeállítás akusztikus dalokat tartalmaz, melyet Perry 2009. július 22-én adott elő az MTV-nek New Yorkban az MTV Unplugged részeként. Az albumon megtalálható az "I Kissed a Girl", a "Waking Up in Vegas" és a "Thinking of You" újraértelmezett változata, valamint két új szerzemény; Perry feldolgozása a Fountain of Wayne-féle "Hackensack"-ról és a korábban kiszivárgott "Brick by Brick", melyet eredetileg Ashley Tisdale-nek írtak. A DVD-n található egy exkluzív interjú az énekesnővel. Brazíliában - ellentétben az Egyesült Államokkal - DVD/CD verzióban adták ki, CD/DVD helyett.

## Dallista
|    | Cím                                         | Szerző(k)                                             | Hossz |
| -- | ------------------------------------------- | ----------------------------------------------------- | ----- |
| 1. | I Kissed a Girl                             | Katy Perry, Lukasz Gottwald, Max Martin, Cathy Dennis | 4:12  |
| 2. | Ur So Gay                                   | Perry, Greg Wells                                     | 4:26  |
| 3. | Hackensack (Fountains of Wayne feldolgozás) | Chris Collingwood, Adam Schlesinger                   | 3:04  |
| 4. | Thinking of You                             | Perry                                                 | 4:41  |
| 5. | Lost                                        | Perry, Ted Bruner                                     | 5:01  |
| 6. | Waking Up in Vegas                          | Perry, Desmond Child, Andreas Carlsson                | 3:33  |
| 7. | Brick by Brick                              | Perry, Wells                                          | 4:39  |

## Ranglisták
| Lista (2009)                   | Helyezés |
| ------------------------------ | -------- |
| Francia nagylemezlista         | 192      |
| Svájci nagylemezlista          | 82       |
| Billboard 200 Egyesült Államok | 168      |

## Fordítás
- Ez a szócikk részben vagy egészben  a   MTV Unplugged (Katy Perry album) című angol Wikipédia-szócikk fordításán alapul.  Az eredeti cikk szerkesztőit annak laptörténete sorolja fel. Ez a jelzés csupán a megfogalmazás eredetét és a szerzői jogokat jelzi, nem szolgál a cikkben szereplő információk forrásmegjelöléseként.